# La Madeleine-Villefrouin
La Madeleine-Villefrouin – miejscowość i gmina we Francji, w Regionie Centralnym, w departamencie Loir-et-Cher.
Według danych na rok 1990 gminę zamieszkiwało 36 osób, a gęstość zaludnienia wynosiła 4 osoby/km² (wśród 1842 gmin Regionu Centralnego La Madeleine-Villefrouin plasuje się na 1072. miejscu pod względem liczby ludności, natomiast pod względem powierzchni na miejscu 1204.).